# Università dell'Ulster
L'Università dell'Ulster (UU; in irlandese: Ollscoil Uladh, in Ulster Scots: Ulstèr Universitie or Ulstèr Varsitie) è la più grande università dell'Irlanda del Nord e, dopo l'Università Nazionale d'Irlanda (NUI), la seconda più grande dell'isola irlandese.
Non ha un campus contiguo, ma quattro campus, a Belfast (1.900 studenti), Coleraine (4.502), Newtownabbey (12.718) e Magee (4.219), oltre a campus a Londra, Birmingham e in Qatar (insieme conta tutto 649 studenti: anno accademico 2017/18). La sede amministrativa è a Coleraine.
L'UU ha la più ampia gamma di corsi in Irlanda. È particolarmente rinomata nel campo delle scienze naturali, in particolare della biomedicina.

## Storia
L'università esiste nella sua forma attuale dal 1984, quando la New University of Ulster, Coleraine (fondata nel 1968) e l'Ulster Polytechnic, Newtownabbey (fondata nel 1971), si sono fuse. Il college più antico della New University, il Magee College, risale al 1865 come facoltà all'interno della Royal University of Ireland, precursore di quella che oggi è la più grande università della Repubblica d'Irlanda, l'Università Nazionale d'Irlanda.

## Ex dottorati onorari dell'università
L'uomo d'affari e politico Seán Gallagher ha conseguito un MBA presso l'Università dell'Ulster nel 2000. Anche la politica Cecilia Keaveney è laureata all'università.
Nel 2007 la musicista irlandese Enya ha ricevuto un dottorato onorario, nel 2012 Gary Lightbody, cantante della band nordirlandese Snow Patrol, ha ricevuto un dottorato onorario dall'Università dell'Ulster. Anche l'ex presidente degli Stati Uniti Bill Clinton (2010) e il politico statunitense Richard Neal (2019) sono stati premiati con lauree honoris causa.